# 520
520 је била преступна година.

## Догађаји
- 20. фебруар — Епифаније постао Цариградски патријарх

- Присциан, латински граматичар, пише „Граматичке основе“. У Цариграду он кодификује овај рукопис у 18 томова, који ће бити широко коришћен кроз средњи век. Он даје основу за област спекулативне граматике.
- јул – Византијски генерал Виталијан постаје конзул, и убрзо касније је убијен, вероватно по наређењу Јустинијана, нећака и наследника цара Јустина I.
- Краљевина Источна Англија је настала спајањем енглеских округа Норфолк и Сафолк, а можда и источног дела Фенса.
- Краљ Будик II се враћа у Корноуаиле (Бретања), да преузме бретонски престо.
- Остроготски владар Теодорик Велики гради Теодорихов маузолеј као своју будућу гробницу у Равени (Италија).
- Бодхидхарма, будистички монах, стиже у Луојанг. Шири будизам и путује у северно кинеско краљевство Веј, у манастир Шаолин.
- 25. фебруар – Епифаније изабран за цариградског патријарха од стране византијског цара Јустина I.
- Почиње изградња базилике Сан Витале у Равени (приближни датум).
- Манастир светог Серида, где су свети Варсануфије и Јован живели као пустињаци, основан је у области Газе.

## Рођења
- Википедија:Непознат датум — Свети Давид, бискуп и заштитник Велса

## Смрти
- 19. јануар — Јован II, цариградски патријарх